# Виллемс, Герард
Герард Виллемс, Джерард Уиллемс (нидерл. Gerard Willems; род. 1946, Тилбург) — австралийский пианист и музыкальный педагог нидерландского происхождения.

## Биография
Внук церковного органиста. В 1958 году вместе с семьёй эмигрировал в Австралию, окончил Сиднейскую консерваторию у Гордона Уотсона, был удостоен наград на нескольких конкурсах. В 1970-е годы жил в Нидерландах и концертировал по Европе, сопровождал также выступления звёзд балета — Рудольфа Нуреева, Михаила Барышникова, Натальи Макаровой, Марго Фонтейн. В 1981 году вернулся в Австралию и в том же году начал преподавать в Сиднейской консерватории, где в настоящее время возглавляет отделение клавишных. Среди учеников Виллемса, в частности, Алексей Емцов.
Виллемс известен, прежде всего, как крупнейший австралийский интерпретатор музыки Людвига ван Бетховена. Начиная с 1997 года, он записал все фортепианные сонаты и концерты Бетховена, особенно заметной оказалась запись Пятого концерта на DVD. По мнению одного из тех, кто писал о Виллемсе, он «обнаруживает в Бетховене традиции немецкой и бельгийской народной музыки».
Виллемс основал также собственное фортепианное трио, с которым в 1991 году записал все фортепианные трио Моцарта, к 200-летию со дня смерти композитора.